# Kunegunda Białopiotrowiczowa
Kunegunda Białopiotrowiczowa alias.: Une Polonaise (Eine Polin), La tante d'un orphelin, (ur. 1 lutego 1793 w Bobcinie, zm. 24 kwietnia 1883 w Radzikowie koło Warszawy) – polska publicystka, powieściopisarka, poetka, działaczka społeczna i emigrantka.

## Życiorys
Córka Romualda Giedroycia (generała majora wojsk litewskich), i Karoliny z Borzymowskich. Siostra Łucji Rautenstrauchowej i Józefa Stefana Giedroycia. Pierwsze nauki pobierała w domu w Bobcinie. Podczas pobytu Aleksandra I w Wilnie, została mianowana damą dworu jego żony. Dzięki przyjaznym kontaktom swego ojca z cesarzową Francji Józefiną, została także damą jej dworu. Podczas odwrotu Napoleona spod Moskwy, została wysłana przez ojca, z resztą rodziny (matką i rodzeństwem) na dwór cesarzowej Józefiny w Rueil-Malmaison, gdzie przebywała do roku 1814. Po powrocie do kraju, zamieszkała wraz z rodzicami w Warszawie, gdzie zaczęła bywać na salonach literackich, kształcąc się jednocześnie na uniwersytecie Ludwika Osińskiego W roku 1824, po śmierci ojca, poślubiła  kuzyna Jerzego Białopiotrowicza (byłego kapitana wojsk Księstwa Warszawskiego, adiutanta jej ojca). W okresie powstania listopadowego agitowała w sprawie narodowej. Po jego upadku wyjechała z kraju przez Kalisz do Paryża, gdzie prowadziła działalność charytatywną wśród emigrantów, jednocześnie skrycie agitując za bonapartystami. W okresie II Cesarstwa (po roku 1852) zaangażowała się w niefortunne spekulacje giełdowe. Dotknięta paraliżem w okresie Komuny Paryskiej (wiosna roku 1871), po śmierci męża i córki powróciła do kraju. Zmarła 24 kwietnia roku 1883.

## Twórczość

### Ważniejsze utwory
- Hrabia Teodor, czyli Łazienki w Warszawie, (Warszawa około 1826), Estreicher II (1961), 235: Wytępione dla skandalicznej moralności
- Esquisses polonaises ou fragments et traits détachés pour servir à l'histoire de la révolution de Pologne actuelle. Par une Polonaise, wydał i wstępem poprzedził L. Chodźko, Paryż 1831, (przekł. niemiecki: pt. Skizzenbuch aus den Tagen vor und während der polnischen Revolution vom Jahre 1830. Von einer Polin, Fürth 1832, 2 karty tytułowe, na drugiej tytuł: Der Grossfürst Constantin wie er war...)
- Coup d'oeil sur l'état des orphelins en Russie présenté à S. M. l'Empereur de toutes les Russies Alexandre II. Par la tante d'un orphelin, Paryż 1860 (w jęz. francuskim i rosyjskim)
- Wiersz z okazji zamachu z 4 kwietnia 1866, brak miejsca wydania (1866)
- "Pamiętnik księżny G.", Lech 1878, nr 34-50

### Listy i materiały
- Korespondencja, znajdowała się w zbiorach raperswilskich Biblioteki Narodowej; zniszczone w roku 1944
- List z roku 1823, rękopis: Biblioteka Jagiellońska, sygn. 6233/III
- Odezwa do A. J. Czartoryskiego z roku 1831, wyd. A. Kraushar "Kunegunda z książąt Giedroyciów Białopiotrowiczowa", Sfinks 1909, t. 5; odb. Warszawa 1909, Miscellanea Historyczne, t. 37
- Do W. Wielogłowskiego z roku 1856, rękopis: Biblioteka PAN Kraków, sygn. 1824, k. 25-26
- Do S. Goszczyńskiego 6 listów z lat 1861-1868, rękopis: Biblioteka Narodowa, sygn. 2952
- Do S. Buszczyńskiego 8 listów z lat 1868-1870 i do G. Darboy z roku 1868, rękopis: Biblioteka PAN Kraków, sygn. 2064, t. 1
- List od A. Mickiewicza z 10 kwietnia 1851, ogł. Kłosy 1886, t. 2, s. 246 i wyd. korespondencji poety.